# Körperbehaarung

Terminale Körperbehaarung bei der Frau und beim Mann

Als Körperbehaarung wird die Behaarung am menschlichen Körper im Unterschied zum Kopfhaar bezeichnet. Sie folgt in Bezug auf die Androgensensibilität anderen Wachstums- und Entwicklungsmodalitäten als das Kopfhaar. So ist – mit Ausnahme des Barthaars beim Mann – ihr Wachstumszyklus auf wenige Monate begrenzt und somit wesentlich kürzer als der des Kopfhaars. Beispielsweise fallen Beinhaare nach zwei, Achselhaare nach sechs Monaten aus.
Da sich die terminale beziehungsweise erwachsene Körperbehaarung erst durch eine vermehrte Ausschüttung von Androgenen (männlichen Geschlechtshormonen) herausbildet, wird sie bisweilen auch als androgene Behaarung bezeichnet. Auf Grund der unterschiedlich hohen Androgenausschüttung bei der Frau und beim Mann entwickelt sich die terminale Körperbehaarung geschlechtsspezifisch. Sie gilt daher auch als sekundäres Geschlechtsmerkmal.

## Entwicklung

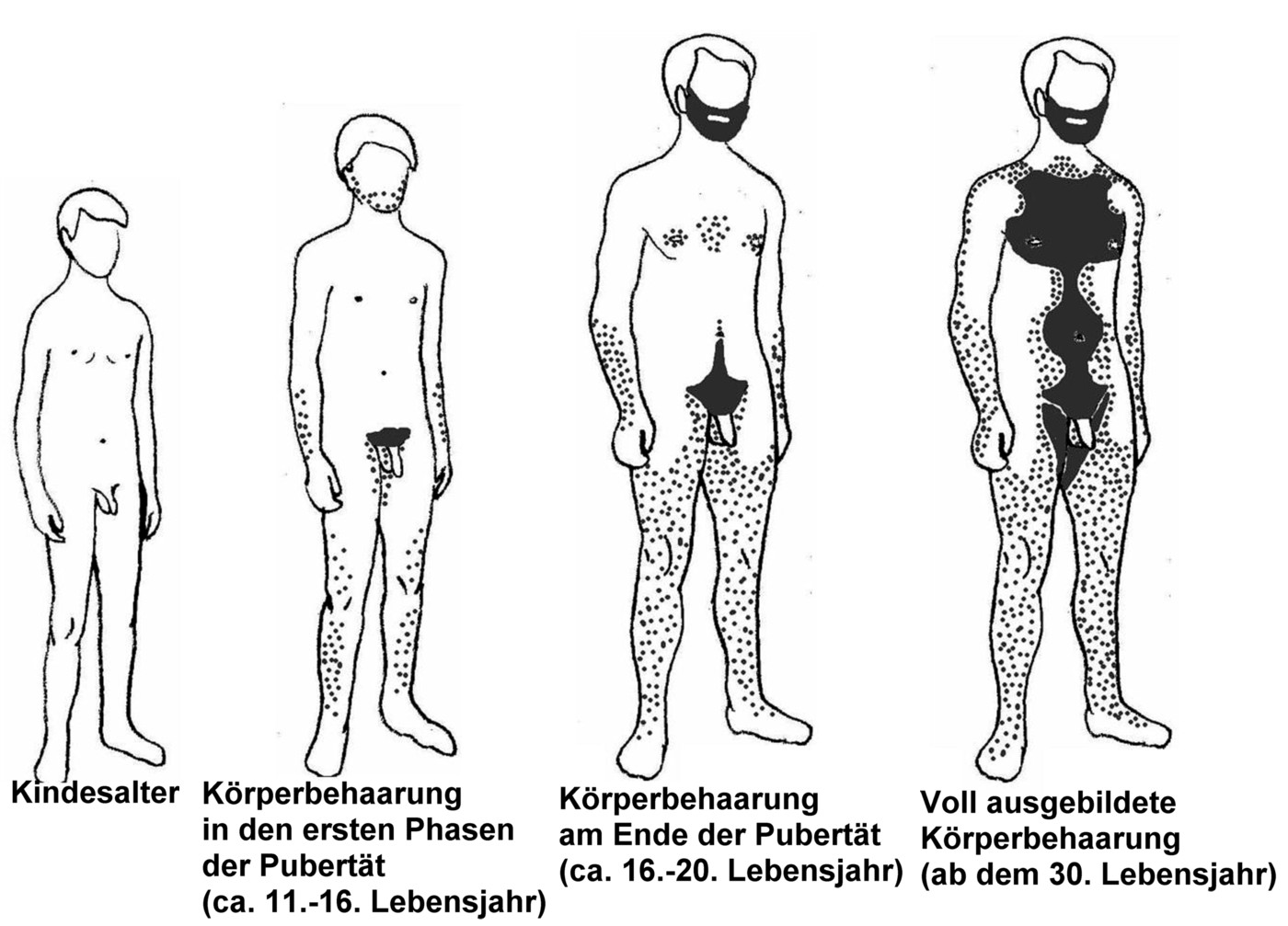
Entwicklung der männlichen Körperbehaarung am Beispiel eines Europäers

Der gesamte menschliche Körper ist bis auf wenige Ausnahmen von Vellushaar, einem marklosen, unpigmentierten Flaum, bedeckt. Durch eine vermehrte Ausschüttung von Androgenen während und nach der Pubertät wird Vellushaar geschlechtsspezifisch in Terminalhaar umgewandelt. Das entstandene Terminalhaar ist markhaltig und individuell pigmentiert. Der Grad der jeweiligen Körperbehaarung ist neben dem Geschlecht von der genetischen Disposition, vom hormonellen Status und vom Lebensalter abhängig.
In erster Linie bestimmt die genetische Disposition die individuelle Ausprägung und somit das Ausmaß der Behaarung. Genetisch vorbestimmt liegt eine bestimmte Anzahl von Haarwachstumszellen in der Haut.
Männer und Frauen unterscheiden sich nicht in der Anzahl der Haarwachstumszellen. Lediglich die unterschiedlichen Funktionen des endokrinen Systems, also der Anteil an Androgenen, bestimmen die Menge und Dichte des Haarwuchses. Bei manchen Völkern sind auch Frauen sehr stark behaart. Hier ist es nicht ungewöhnlich, dass hormonell gesunde Frauen einen für mitteleuropäische Verhältnisse männlichen Behaarungstyp aufweisen.

## Verteilung in den menschlichen Populationen

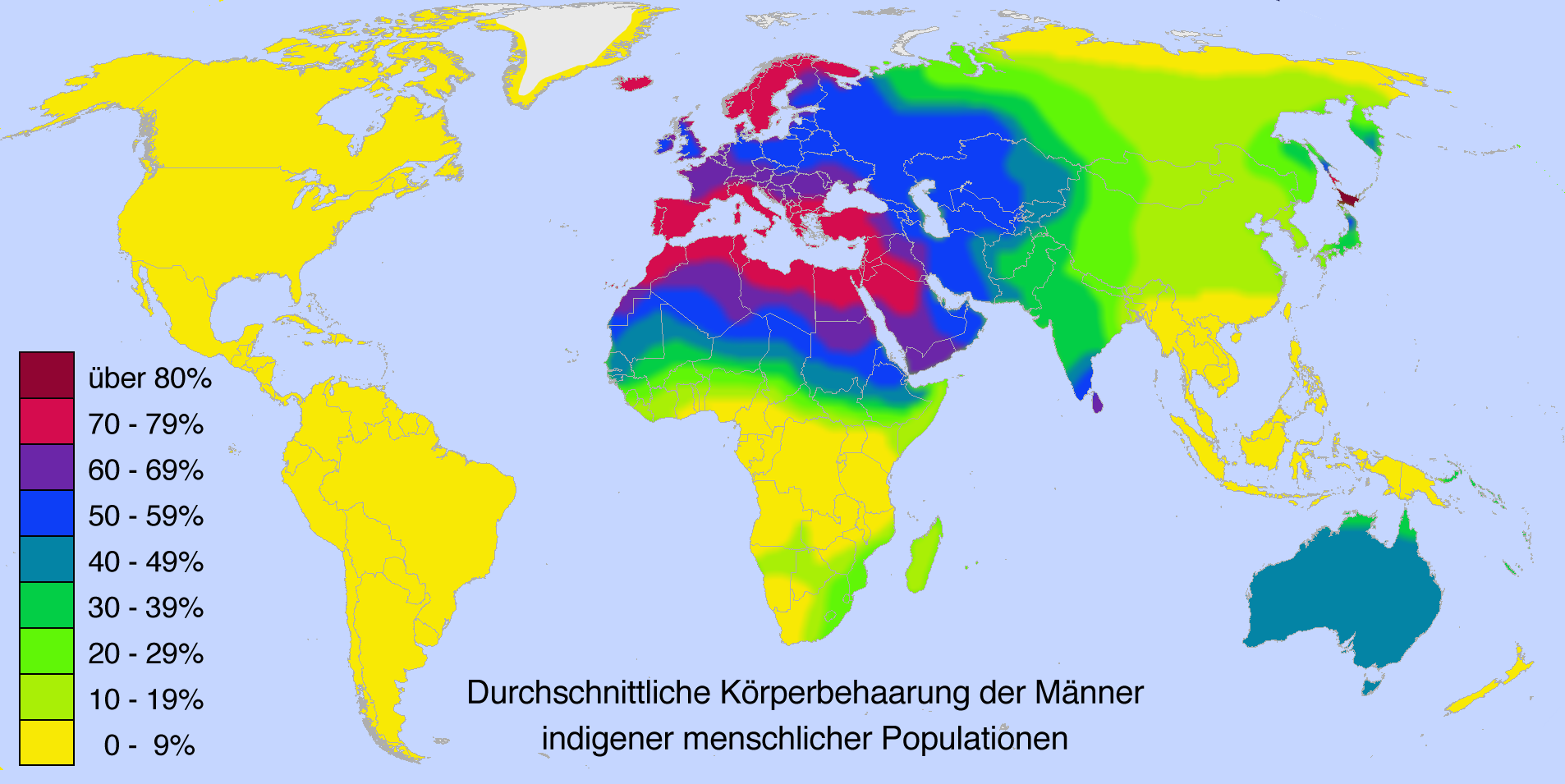

Die Stärke der Körperbehaarung variiert in den menschlichen Populationen. Die Ursache sind unterschiedliche evolutionäre Anpassungsprozesse an verschiedene Lebensräume im Laufe der Menschheitsentwicklung. So haben beispielsweise die Malaien oftmals keine Körperhaare und die Ainu auffallend viele. Früher war dies ein Merkmal der überholten Rassentheorien. Heute weiß man, dass es keine klar abgrenzbaren Rassen gibt, sondern nur fließende Übergänge und große genetische Bandbreiten innerhalb jeder Population. Die nebenstehende Karte gibt die Verteilung vor der europäischen Expansion wieder, berücksichtigt jedoch nicht, dass es auch Unterschiede bei den Körperteilen gibt: So findet sich z. B. bei den Inuits und den Indigenen Stämmen der Nordwestküste deutlich mehr Bartwuchs als bei anderen amerikanischen Indigenen, während die übrige Körperbehaarung keinen signifikanten Unterschied aufweist.

## Funktion
An einigen schweißdrüsenreichen Körperstellen (zum Beispiel an den Achseln) unterstützt die terminale Behaarung die Temperaturregelung, indem sie die Oberfläche vergrößert und der Schweiß leichter abgegeben werden kann. Andere Stellen werden durch die Behaarung zusätzlich geschützt, zum Beispiel der Schambereich. Besonders im Perianal- und Perigenitalbereich dient die Körperbehaarung auch der Herabsetzung von Reibung.
Haare vergrößern nicht nur die Oberfläche des Körpers, sie verstärken auch die Sensibilität der Haut. Es gibt manche Körperstellen, die durch Streicheleinheiten erotisch gereizt werden – man spricht von erogenen Zonen der Haut. Berührt man nun die Haare, wird dieser taktile Reiz wegen der vergrößerten Oberfläche um ein Vielfaches verstärkt. Die Haare leiten die Berührung an die Haut weiter, wo es zu einem Verstärkereffekt kommt.

## Androgensensibilität

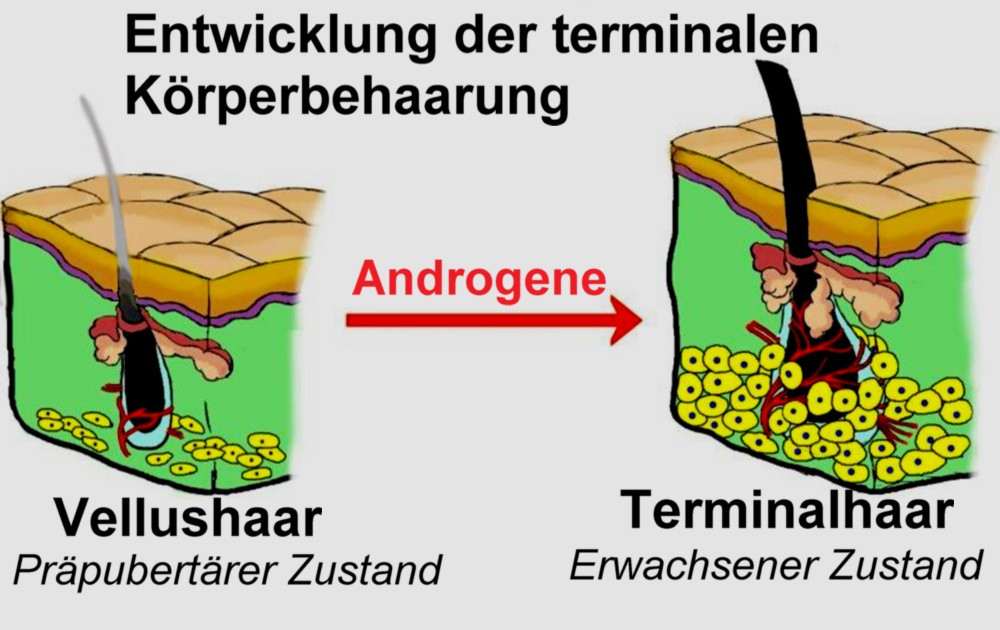
Wirkungsprozess der Androgensensibilität

Ein Körperhaar reagiert anders auf Androgene als ein Kopfhaar. Im Gegensatz zum Kopfhaar, dessen Wachstum bei vermehrter Androgenzufuhr zurückgeht, wird das Wachstum des Körperhaares stimuliert. Die Entwicklung vom Vellushaar zum Terminalhaar während der Pubertät basiert auf dieser Androgensensibilität.
Die Androgensensibilität der Körperhaare zeigt sich nicht nur in der Pubertät, sondern auch bei künstlicher Androgenzufuhr, etwa durch bestimmte Hormonpräparate. Untersuchungen belegen, dass Menschen, die beispielsweise Steroidpräparate einnehmen, eine vermehrte Körperbehaarung ausbilden. Vor allem Frauen können bei der Einnahme solcher Präparate eine Behaarung ähnlich dem männlichen Wachstumsmuster bekommen (Virilisierung, Hirsutismus). Die künstlich erhöhte Androgenzufuhr beeinflusst nicht nur das Haarwachstum, sondern führt auch zu einer Vermännlichung des gesamten Organismus, riskiert Unfruchtbarkeit sowie (dosis- und präperatabhängig) eine Reihe weiterer, teilweise gesundheitsschädlicher, Nebenwirkungen.
Bei Frauen kann die Körperbehaarung auch durch den sinkenden Östrogenspiegel in den Wechseljahren und die daraus folgende Androgendominanz zunehmen. Dem kann durch die Einnahme von Östrogenpräparaten entgegengewirkt werden.

## Geschlechtsspezifische Behaarungsmuster

### Weibliche Körperbehaarung

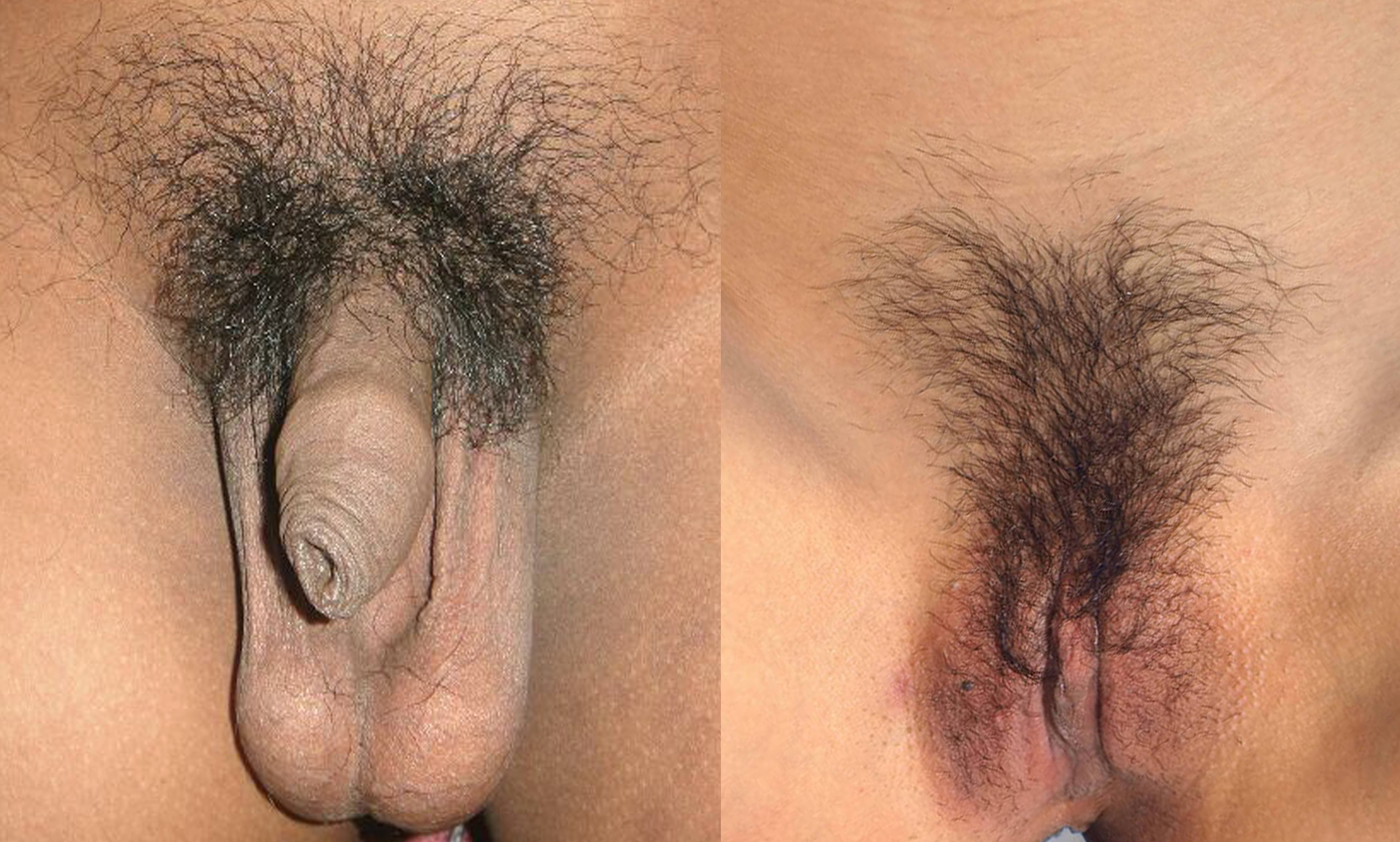
Männliche und weibliche Schambehaarung, im Bereich der Behaarung befinden sich reichlich apokrine Schweißdrüsen (siehe Pheromone)

Frauen entwickeln während der Pubertät an folgenden Stellen eine terminale Behaarung:
- Schamhaar
- Analhaar
- Achselhaar
- Haare an den Extremitäten (Arme und Beine)

### Männliche Körperbehaarung

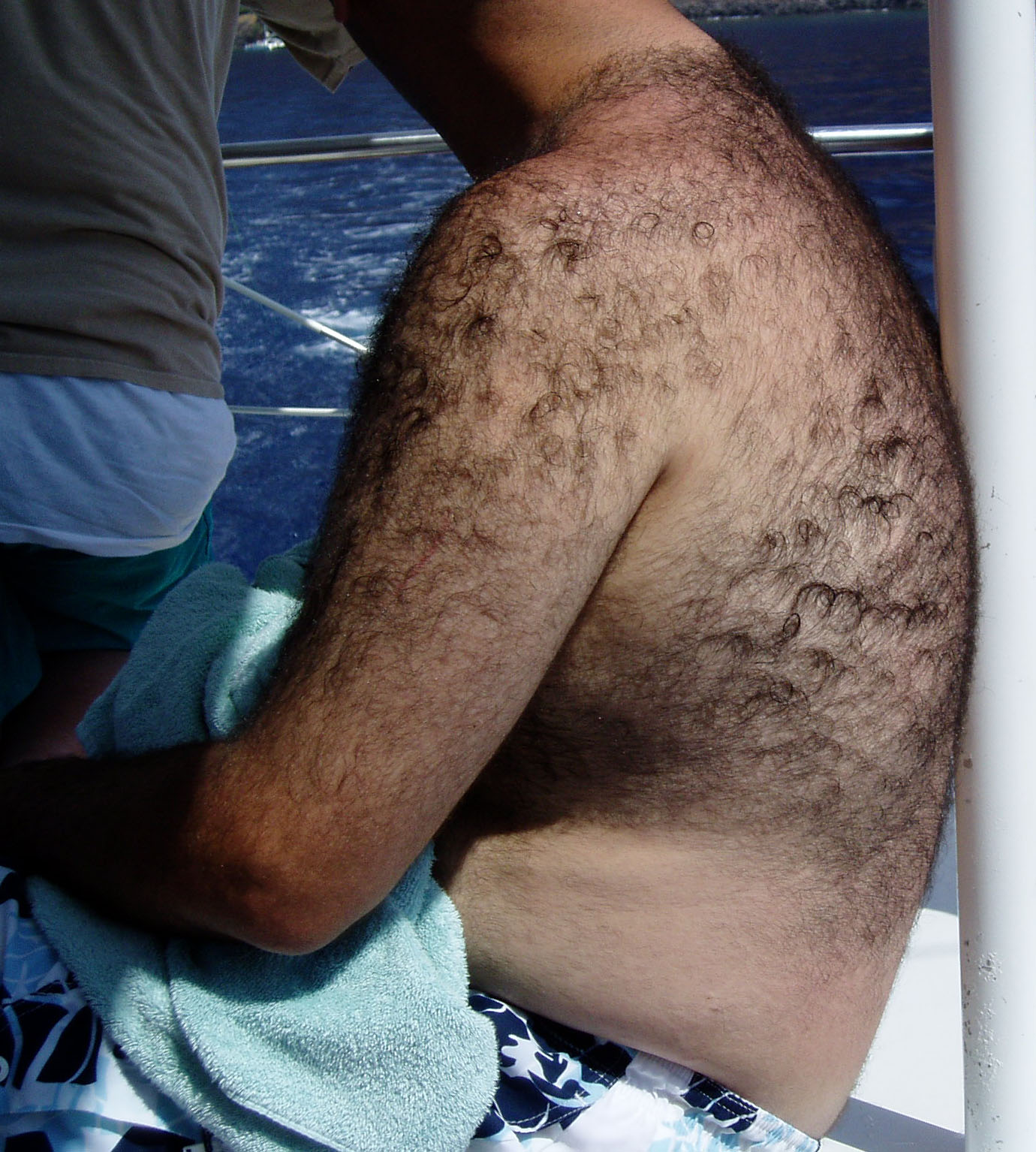
Stark ausgeprägte Oberkörperbehaarung bei einem Mann

Der Körper des Mannes ist im Unterschied zur Frau von mehr Terminalhaar bedeckt. Verschiedene Stellen des männlichen Körpers tragen Terminalhaarbewuchs, der sich während und nach der Pubertät herausbildet:
- Barthaar
- Brustbehaarung
- Scham- und Bauchbehaarung
- Analhaar
- Achselhaar
- Rückenbehaarung
- Haare an den Extremitäten (Arme und Beine)
- Haare am Gesäß
- Nasenhaare
- Ohrenhaare

Die Entwicklung der männlichen Körperbehaarung beginnt in der Frühphase der Pubertät, setzt sich aber auch nach Abschluss der Pubertät kontinuierlich fort und erreicht ihre höchste Ausprägung in der sechsten Lebensdekade. In der Regel ist es sogar so, dass sich an bestimmten Körperstellen wie etwa an der Brust, den Oberarmen, den Schultern und dem Rücken eine voll ausgebildete Terminalbehaarung erst im Alter zwischen 20 und 30 oder oft auch niemals herausbildet. Die Ausprägung der Körperbehaarung am Ende der Pubertät entspricht demnach nicht immer dem potentiellen Terminalzustand.

## Wachstumszyklus
In der Literatur finden sich folgende Angaben zum Wachstumszyklus:
| Art         | Wachstum         | Anagenphase  | Telogenphase | Anteil der Haare in der Wachstumsphase |
| ----------- | ---------------- | ------------ | ------------ | -------------------------------------- |
| Achselhaare | 0,28–0,44 mm/Tag | 44–72 Wochen | 48–68 Wochen |                                        |
| Schamhaare  | 0,20–0,39 mm/Tag | 47–77 Wochen | 51–73 Wochen | 40–60 %                                |
| Kopfhaare   |                  |              |              | 85–90 %                                |
| Barthaare   | 0,25–0,29 mm/Tag | 2–11 Wochen  |              |                                        |
| Augenbrauen |                  | 8 Wochen     |              |                                        |
| Wimpern     |                  | 8 Wochen     |              |                                        |

## Vermehrte Körperbehaarung
Ein vermehrtes und unnatürliches Wachstum der Körperbehaarung wird als Hypertrichose bezeichnet. Eine Hypertrichose, die medizinisch als Erkrankung definiert wird, kann sowohl bei Frauen als auch bei Männern in unterschiedlicher Ausprägung und in unterschiedlichem Lebensalter auftreten.
Eine Form vermehrter Körperbehaarung, die ausschließlich Frauen betrifft, ist der Hirsutismus, der sich in der Entwicklung eines männlichen, für Frauen untypischen Behaarungstyps äußert. Hirsutismus wird in der Regel durch eine vermehrte Ausschüttung männlicher Geschlechtshormone ausgelöst.
Auch Atavismus, die vereinzelte Ausprägung von ansonsten nur embryonal angelegten Merkmalen, kann Vollgesichts- oder Vollkörperbehaarung beim Erwachsenen jedes Geschlechts zur Folge haben.

## Kulturelle Aspekte

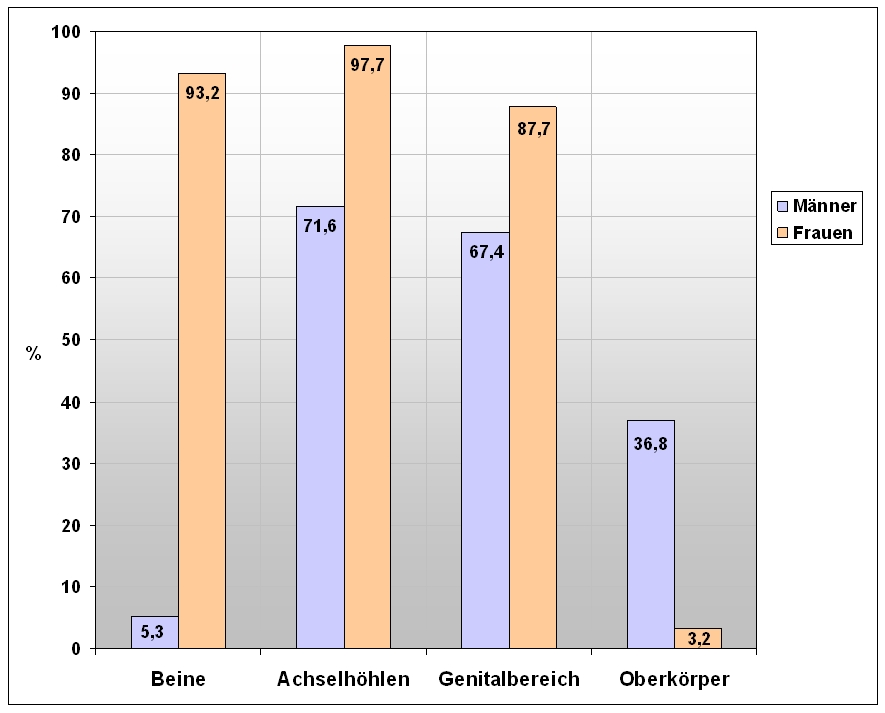
Anteil der enthaarten Körperregionen, nach Geschlechtern aufgeteilt (basierend auf einer Erhebung an Studenten im Alter von 18–25 Jahren, Universität Leipzig, 2008)

Wann eine Behaarung als abnorm angesehen wird, hängt nicht nur von medizinischen, sondern auch von sozialen Gegebenheiten ab. So differiert die Betrachtung der Körperbehaarung sehr stark zwischen den verschiedenen Kulturkreisen. In einigen Kulturen wird sie als Geschlechtsmerkmal zur Schau gestellt, in anderen gilt der haarlose Körper als Ideal. Bereits im mittelalterlichen Europa wurden Körperhaare entfernt oder gekürzt.
Zwischen den 1980er und 2000er Jahren zeichnete sich in den westlichen Industrienationen eine zunehmende Tendenz zur Enthaarung des Körpers (Ganzkörperrasur, Intimrasur), vor allem bei Frauen ab. In vielen Kulturen der modernen Zeit gilt teils noch heute ein zu starker Haarwuchs vor allem bei Frauen als unästhetisch, und auch die Produktwerbungen und Wellnessreklamen bestätigen und unterstützen den steten Trend zur glatten, haarlosen Haut. Je knapper Badeanzug oder Bikini getragen wird, umso mehr „muss“ unter jenen kulturellen Vorgaben das, was an vermehrter Haut gezeigt wird, unbehaart sein. Obwohl die gesellschaftliche Akzeptanz von Körperhaaren auch heute noch bei Männern wesentlich höher ist, ist auch hier ein Trend zur Rasur zu erkennen. Die Entfernung der Körperbehaarung bei Männern ist allerdings weniger üblich als bei Frauen. Eine im Jahr 2008 durchgeführte Studie der Universität Leipzig unter jungen Erwachsenen kam zu dem Ergebnis, dass sich 97 % der Frauen und 79 % der Männer mindestens einen Teil der Körperbehaarung entfernen.
Seit Mitte der 2010er Jahre gibt es eine Bewegung gegen die Entfernung der Körperbehaarung. Insbesondere Frauen sprachen sich in sozialen Netzwerken gegen die gesellschaftliche Norm aus. Gegen Ende des Jahrzehnts wurde das unrasierte Erscheinungsbild von den Medien als neuer Trend beschrieben und trifft auch in der Werbebranche auf Unterstützung. Eine Studie der britischen Marktagentur Mintel behandelt die Entwicklung der Körperhaarentfernung zwischen 2013 und 2018 und belegt, dass sich in den entsprechenden Körperregionen zunehmend weniger junge Frauen rasieren.